# Maribavir
Le maribavir est un médicament antiviral contre le cytomégalovirus, vendu sous le nom de marque Livtencity.

## Usage médical
Le maribavir est un médicament antiviral utilisé pour traiter le cytomégalovirus post-transplantation. Il est notamment utilisé dans les cas où le ganciclovir, le valganciclovir, le cidofovir et le foscarnet ne sont pas efficaces. Le médicament est pris par voie orale.

## Mode d'action
Il s'agit d'un inhibiteur de la kinase pUL97 du cytomégalovirus qui bloque la réplication du virus.

## Effets secondaires
Les effets secondaires de ce médicament comprennent des troubles du goût, des nausées, de la diarrhée, des vomissements ou de la fatigue. La sécurité de ce médicament pendant la grossesse n'est pas claire. 

## Histoire
Le  médicament a été approuvé pour un usage médical aux États-Unis en 2021. Depuis 2022, son approbation est recommandée en Europe. Aux États-Unis, 4 semaines coûtent environ 25 000 dollars américains en 2022.